# 海因里希·冯·扎斯特罗

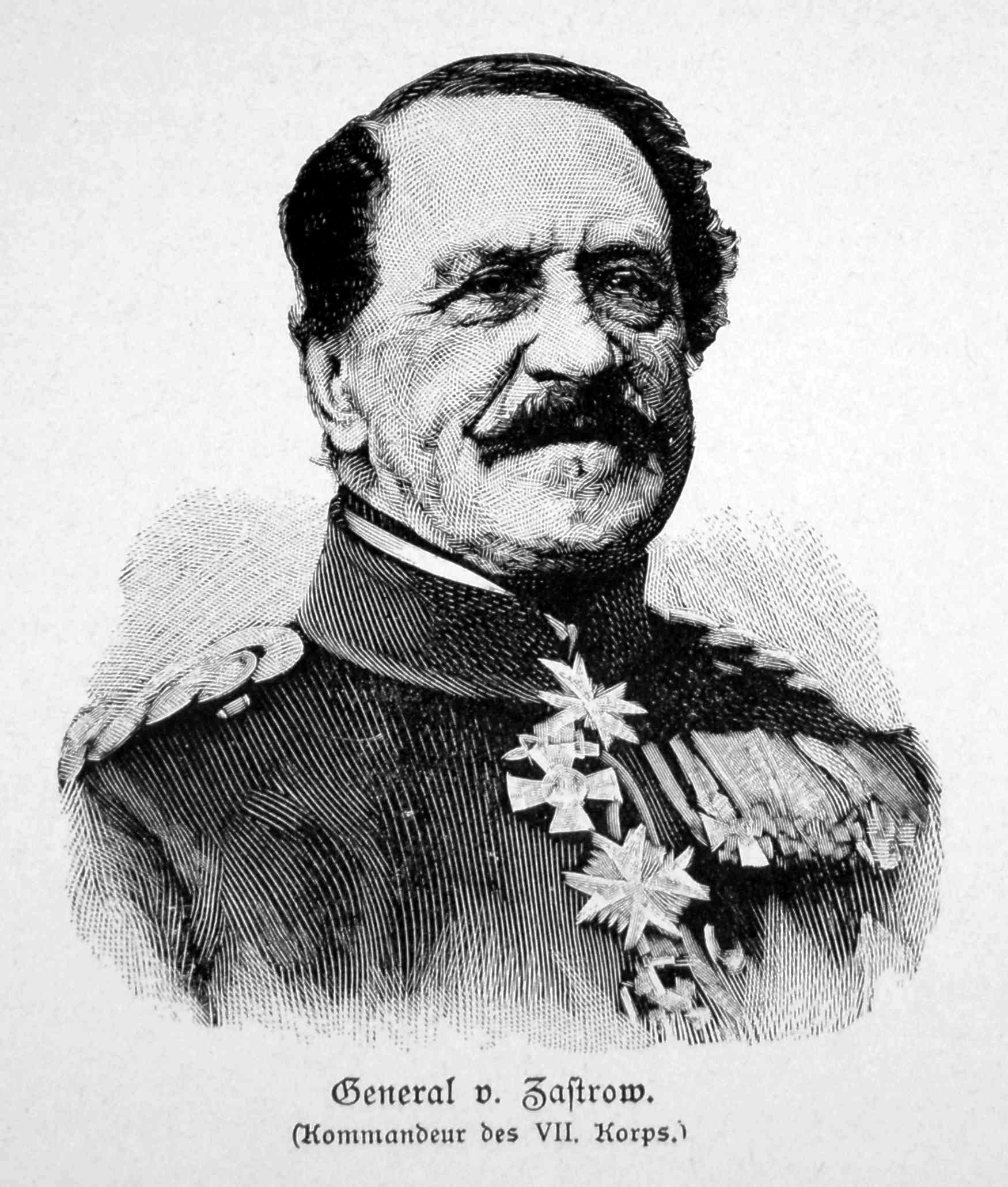
海因里希·冯·扎斯特罗

亚历山大·弗里德里希·阿道夫·海因里希·冯·扎斯特罗（德語：Alexander Friedrich Adolf Heinrich von Zastrow，1801年8月11日-1875年8月12日）是一位普鲁士将军，曾在普奥战争和普法战争中服役。

## 生平
海因里希·冯·扎斯特罗于1801年生於西普魯士的但澤，是贵族扎斯特罗家族的一员，他是亚历山大·海因里希·格布哈德·冯·扎斯特罗（1768-1815）和玛蒂尔德·冯·布兰肯斯坦（1777-1868）的儿子。1819年，扎斯特罗作为少尉进入普鲁士步兵部队。1836年，他成为普鲁士总参谋部的一员。从1839年到1842年，他被派往土耳其。扎斯特罗于1848年晋升为少校，并在石勒苏益格服役。1850年，他被任命为第2步兵团一个营的指挥官。1852年，扎斯特罗被任命为施特拉尔松德驻军司令。1856年，55岁的扎斯特罗娶了比他小16岁的伯爵夫人奥蒂莉·冯·兰佐。晋升为上校后，他指挥第28步兵团，之后指挥第19旅担任少将。1863年，他被任命为第11步兵师的指挥官，军衔为中将。
在普奥战争期间，海因里希·冯·扎斯特罗指挥第二军第11师。他参加了克尼格雷茨战役。在战斗中，他的师占领了尼德利斯特。1866年9月16日，冯·扎斯特罗被授予功勳勳章。当1870年法德战争爆发时，扎斯特罗被任命为第七军（史泰因梅茨第一軍團的一部分）的指挥官，他在斯皮什伦、格拉维洛特和梅斯围城战中表现出色。梅斯陷落后，扎斯特罗率軍围攻蒂永维尔、蒙梅迪和梅济埃。在战争的最后阶段，扎斯特罗的第七军是歸屬曼托菲尔的南方军。战争结束后，他获得了100,000塔勒的奖励。他于1872年从军队退役。